# Cinclodes palliatus
Cinclodes-de-peito-branco ou pedreiro-de-ventre-branco (Cinclodes palliatus) é uma espécie de ave da família Furnariidae.
É endémica de Peru.
Os seus habitats naturais são: campos rupestres subtropicais ou tropicais.
Está ameaçada por perda de habitat.